# Natalia Guseva (biatleta)
Natalia Vladímirovna Gúseva –en ruso, Наталья Владимировна Гусева– (nacida como Natalia Vladímirovna Sorókina, Tijvin, 12 de septiembre de 1982) es una deportista rusa que compitió en biatlón. Ganó una medalla de bronce en el Campeonato Mundial de Biatlón de 2007, en la prueba de velocidad.

## Palmarés internacional
| Campeonato Mundial | Campeonato Mundial  | Campeonato Mundial | Campeonato Mundial |
| Año                | Lugar               | Medalla            | Prueba             |
| ------------------ | ------------------- | ------------------ | ------------------ |
| 2007               | Anterselva (Italia) | Medalla de bronce  | Velocidad          |